# 日和大橋

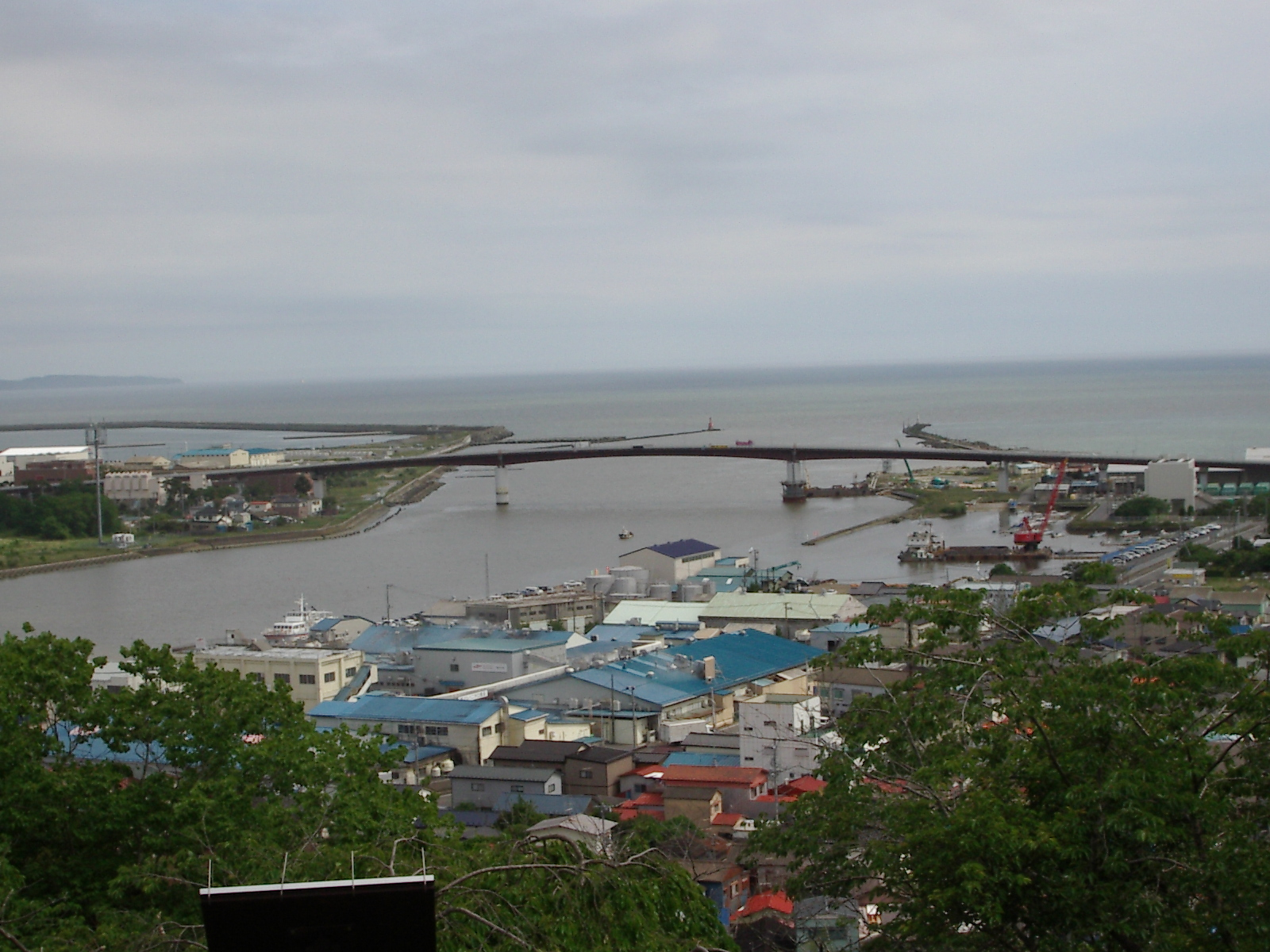
日和山から見た日和大橋

日和大橋（ひよりおおはし）は、宮城県石巻市にある橋で、旧北上川の河口に架かる。宮城県道240号石巻女川線を通し、石巻工業港がある雲雀野方面と石巻新漁港がある魚町方面を結んでいる。橋梁長は716.6メートルであり、これは宮城県内の道路橋としては槻木大橋に次いで2番目に長いものである。また、水面から橋桁までの高さは約18メートルである。片側1車線で、車両の制限速度は時速50キロメートル。橋の片側に歩道がある。
NHK仙台放送局が日和山に設置したお天気カメラによって、日和大橋ごしの太平洋がテレビに映し出されることがある。

## 概要
旧北上川の河口付近に架かる河口橋であり、全長716.6ｍとなっている。石巻工業港と石巻漁港を結んでおり、市内で4番目にできた橋となる。

## 歴史
昭和40年代の石巻では、石巻工業港の開港の影響もあって、市内の道路交通量が増加していた。石巻の市街地は旧北上川によって東西に分断されていて、当時この東西を結んでいた橋の数は二つだった。そのうちの一つ内海橋では一方通行の規制が行われており、市街地の交通渋滞に拍車をかけていた。この問題の解決のために、旧北上川の河口に三つ目の橋を架ける構想が持ち上がり、1973年（昭和48年）に「石巻河口橋建設促進期成同盟会」が結成され、国や県に働き掛けを行った。市街地中心部からやや離れた河口橋経由の交通ルートを実現することで、市街地中心部の交通量の減少を狙ったのである。
1974年（昭和49年）に宮城県はこの河口橋を含む街路「矢本流留線」を都市計画決定した。当時、石巻市長だった青木和夫は河口橋の早期の実現のために有料道路方式を提案し、1976年（昭和51年）に河口橋部分が道路整備特別措置法に基づく有料道路として事業認可された。河口橋は日和大橋と名付けられ、これを含む「日和大橋有料道路」が1979年（昭和54年）7月20日に供用を開始した。事業費は約33億円だった。当時は宮城県道路公社がこれを管理していた。
2000年（平成12年）8月1日、日和大橋有料道路は無料開放された。現在は宮城県東部土木事務所がこの橋を管理している。
牧山道路と日和大橋が有料だった時代は、課金を避けた車による旧来の国道398号線・湊地区の朝夕および休日夕方の渋滞が続いていたが、両者無料化となった現在、交通は分散され、湊地区の渋滞も解消し、ここに本来の両道路の建設目的は達成されることとなった。国道45号や三陸沿岸道路・石巻港インターチェンジから石巻市街中心部を避けて国道398号女川・雄勝方面、ならびに同国道を経由して宮城県道2号石巻鮎川線・鮎川浜へ抜けられるため、利用する車は多い。

## 隣の橋
（上流）東中瀬橋・西中瀬橋 - 石巻かわみなと大橋 -  日和大橋  - 河口（石巻湾）（下流）